# نان روتی
روتی (همچنین به عنوان چاپاتی) یک نان پهن گرد بومی شبه قاره هند است، و در جنوب شرقی آسیا دارای محبوب فراوانی است. از آرد گندم کامل که به‌طور سنتی به نام آرد آتا یا آرد سبوس دار سنگک که شناخته می‌شود و آبی که به صورت خمیر ترکیب می‌شود، تهیه می‌شود شود. روتی در بسیاری از کشورهای جهان مصرف می‌شود. ویژگی بارز آن این است که بدون خمیرمایه است. مانند نان در سراسر جهان، روتی یک همراه اصلی برای سایر غذاها است.

## لغت‌شناسی
کلمه روتی از کلمه سانسکریت (rotikā) به معنای نان گرفته شده‌است.

## آماده‌سازی
خمیر روتی را خیلی ساده می‌توان با وردنه باز کرد تا تکه‌های صاف و گرد ایجاد شود. این ممکن است روی یک تخته دایره ای و مسطح به نام تخته روتی هم انجام شود.

### ایران
در ایران به دو نوع روتی خبوس و لواش می‌گویند. این دو نان (که اولی تقریباً دقیقاً مانند روتی هندی تهیه می‌شود) کاملاً شبیه به سایر نان‌ها هستند.